# 别异亮氨酸
别异亮氨酸是一种含氮有机化合物，化学式CH
3CH
2CH(CH
3)CH(NH
2)CO
2H，属于己氨酸，存在D/L-的对映异构。其中L-异构体在健康人血清中微量存在，但楓糖尿症病人中缺失。
| 别异亮氨酸与异亮氨酸的不同                   |
|                                              |
| l-异亮氨酸 (2S,3S) 和 d-异亮氨酸 (2R,3R)     |
|                                              |
| l-别异亮氨酸 (2S,3R) 和 d-别异亮氨酸 (2R,3S) |